# Le Père Duchesne
Le Père Duchesne var et fransk revolutionært blad, der udkom i perioden under den Franske Revolution.
Oprindeligt var "Fa'er Duchesne" en figur, der spillede en rolle i parisernes fantasi (i lighed med "John Bull" og "hr. Sørensen" andetsteds) og skulle symbolisere den djærve, uslebne, sundt fornuftige håndværksmand; det lå da nær for journalister, der ville vinde de bredere lags øre i Revolutionstiden, at bruge navnet.
Enkelte eller rækker af flyveblade fra Père Duchesne udkom allerede fra 1789, men efterhånden stilledes de alle i skygge af det foretagende, Jacques Hébert satte i gang. Foruden cirka 30 unummererede blade i 1790 kom der 1791-94 355 med fortløbende numre, indtil redaktørens død ved guillotinen gjorde ende derpå. Derefter begyndte en række andre journalister at udgive hver deres version af bladet, men de blev alle undertrykt igen ved konsulatets magtovertagelse i 1799.
Bladet indeholdt gerne kun en enkelt artikel, som indlededes med: "I dag er fa'er Duchesne kisteglad" eller oftere "forbandet gal i skrallen" (bougrement en colère) i en eller anden anledning. I et sprog, der var spækket med eder og plumpe skældsord og samtidig ikke var uden fynd og lune, overfaldtes styrtede eller vaklende magthavere (sjælden de virkelig mægtige), og den urolige, trængende pariseralmue fik udpeget dem, der "mæskede sig på dens bekostning".
Bladet havde en tid stor indflydelse og udbredelse, også uden for Paris.
I Februarrevolutionens tid 1848 dukkede der atter blade af navnet Père Duchesne op, og det samme var tilfældet under Pariserkommunen 1871 og den nærmest følgende tid.